# Parti social-démocrate malgache
Pour les articles homonymes, voir Parti social-démocrate et PSD.

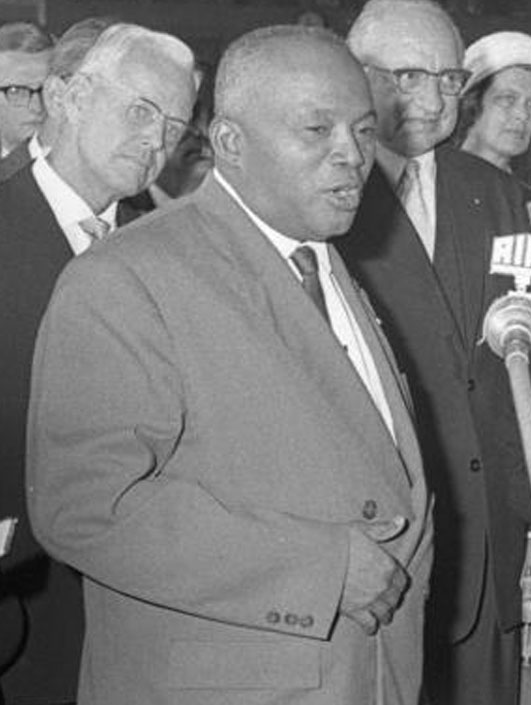
Philibert Tsiranana

Le Parti social-démocrate malgache (PSD) est un parti malgache fondé en 1956 dans le district de Majunga. Il est dirigé par Philibert Tsiranana, encore membre de l'Assemblée nationale française avant d'être le président de Madagascar indépendant sous protectorat de la France.

## Histoire

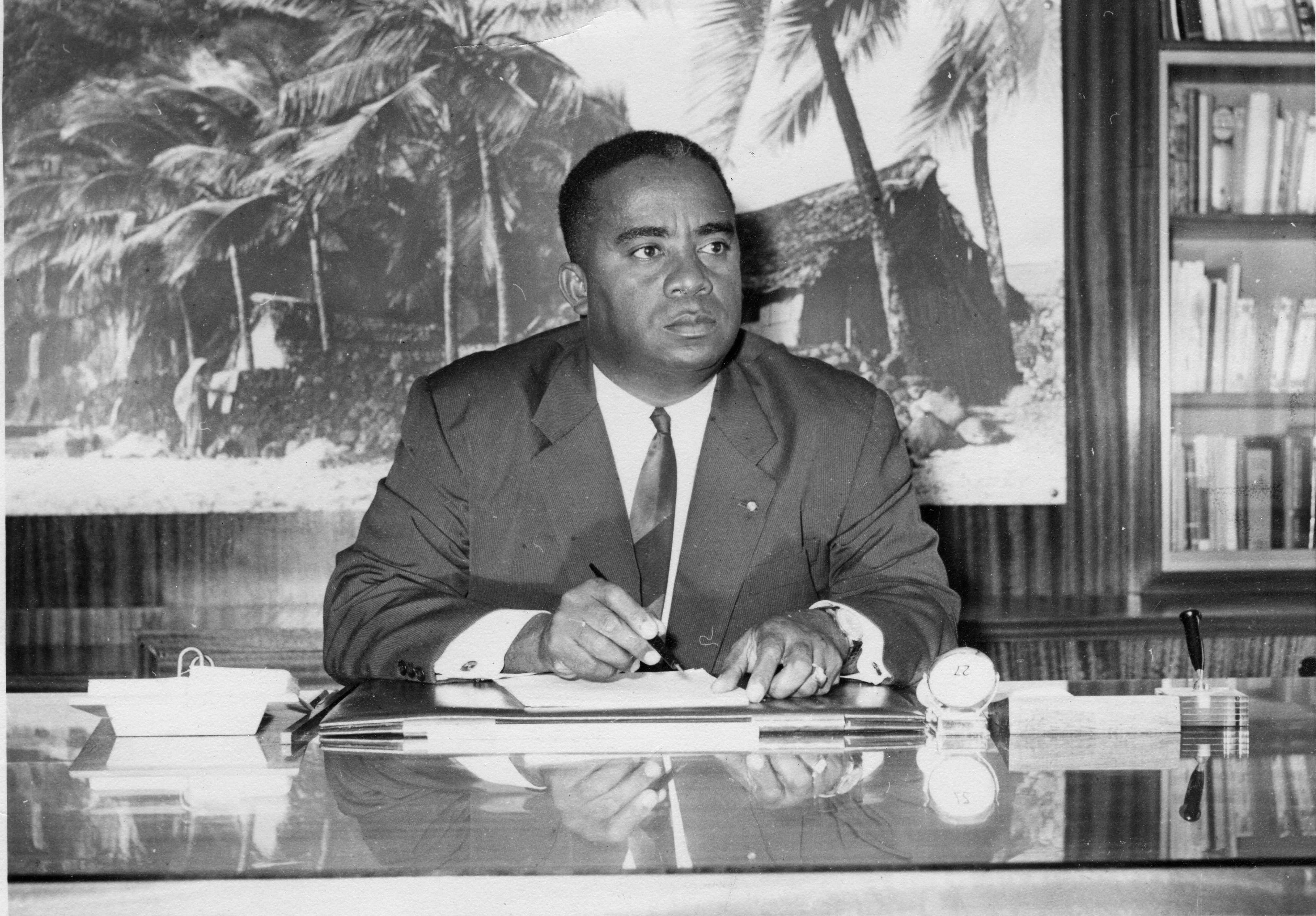
André Resampa

Dans la lutte pour l'indépendance, il y a eu un grand soulèvement ,en 1947, qui a causé la mort des milliers de malgache. Une courte pause s'est imposée jusqu'en 1956, la création du PSD.Les fondateurs du parti social-démocrate de Madagascar sont : Philbert Tsiranana, instituteur sortant de la section normale de l'école le Myre de Vilers et Andre Resampa, greffier, sortant de la section Administrative de l'école le Myre de Vilers. Accompagné de Laurent BOTOKEKY, Calvin TSIEBO, Jean-Jacques NATAI.
Selon Philibert Tsiranana « Notre socialisme n’est pas un socialisme qui “vole”. […] Le PSD ne nationalisera jamais ce que vous avez fait. Nous sommes des socialistes mais notre socialisme est libéral »
Resampa crea ce qu'on peut appelé  ce que l'on appelle l'aile gauche, il crea le syndicat des communes travaillant avec des paysans pour faire entrer dans l'économie monetaire le riz, le maïs, l'arachide, l'élevage bovin.

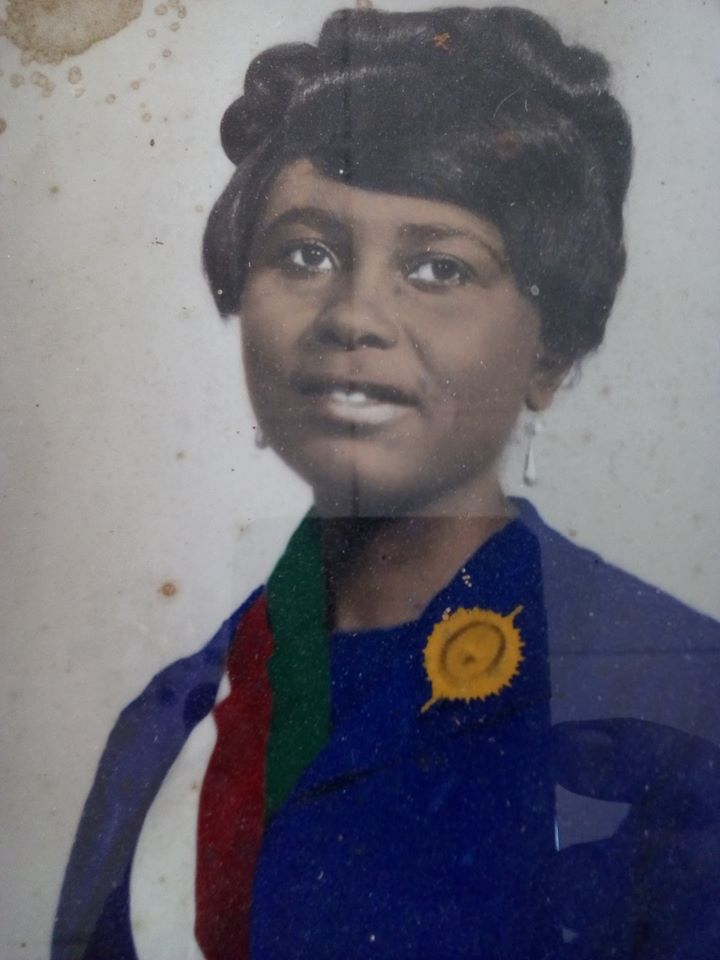
Fatima Achimo

Après le soulèvement populaire du 13 mai 1972 débuté par la grève des étudiants qui représentent la masse populaire d'intelligence du pays, la dissolution de la Force Républicaine de Sécurité censée rétablir l'ordre (FRS), avec le départ de Tsiranana du pouvoir, le PSD disparaît après l'arrestation de ses membres dirigeants, notamment Fatima Achimo  et devient le rassemblement pour le socialisme et la démocratie (RPSD). En 1975, Pierre Tsiranana, le fils ainé de Tsiranana lui succède, avec Évariste Marson, André Resampa, Jean Eugène Voninahitsy comme secrétaires généraux dans leur région.

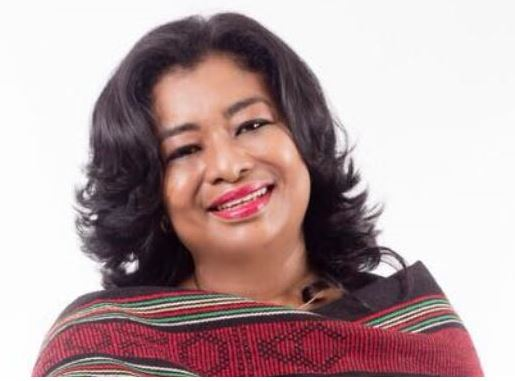
Eliana Bezaza

En mars 1990, le parti PSD est légalisé à nouveau, par le gouvernement sous Didier Ratsiraka. Ruffine Tsiranana succède à son frère mort le 19 novembre 2014 à 63 ans. Elle délègue à sa nièce Éliana Marie Bezaza le siège de secrétaire général en juillet 2016.

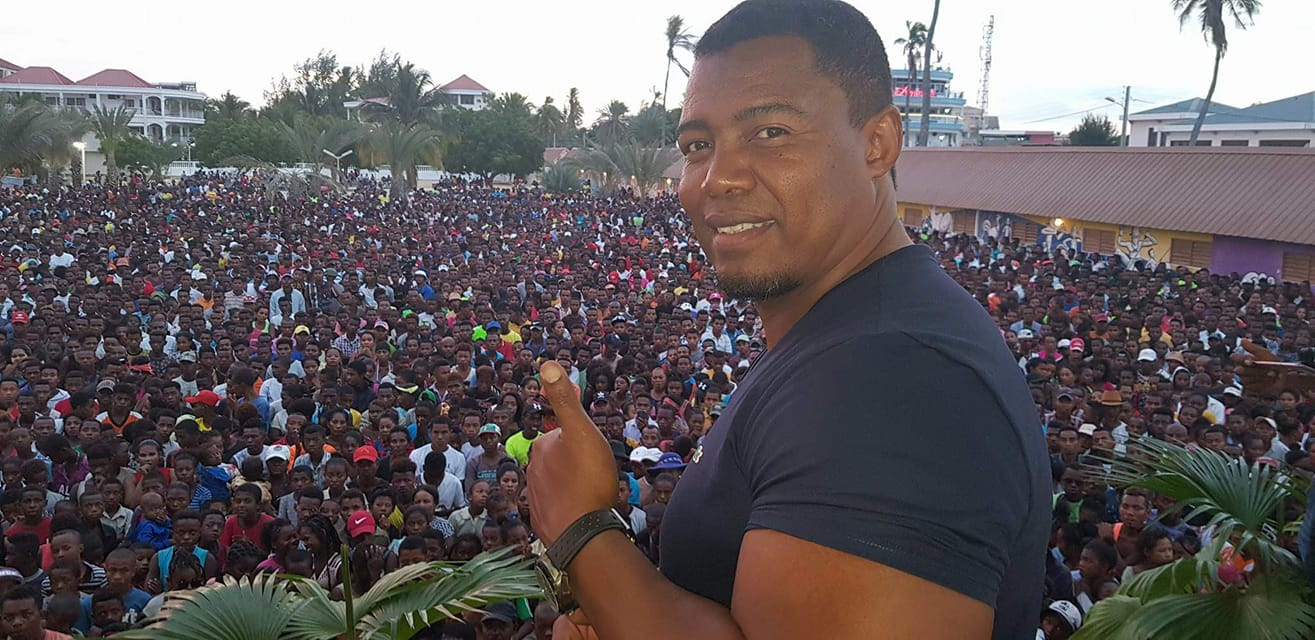
Siteny Randrianasoloniaiko

En 2023, avant les dépôts de candidature aux présidentielle, SITENY Randrianasoloniaiko est promu secrétaire général du vieux parti PSD,.

## Scissions du parti
- En 1993 un groupe dissident crée le Rassemblement pour la Social-Démocratie (RPSD) (actuel président: Benja Urbain Andriantsizehena)[10]
- Pierre Tsiranana a créé le  PFDM (PFDM Parti Fort Democrate de Madagascar) (en 1996)[11].
- Jean Eugène Voninahitsy a fondé le parti RPSD - Vaovao en 2001 parce qu'il a jugé l'incompatibilité avec son leader de l'époque: Marson Evariste.